# Liste der Biografien/Asa
Liste der Biografien |
Portal Biografien |
Personensuche
# |
A |
B |
C |
D |
E |
F |
G |
H |
I |
J |
K |
L |
M |
N |
O |
P |
Q |
R |
S |
T |
U |
V |
W |
X |
Y |
Z |
?
 
Aa |
Ab |
Ac |
Ad |
Ae |
Af |
Ag |
Ah |
Ai |
Aj |
Ak |
Al |
Am |
An |
Ao |
Ap |
Aq |
Ar |
As |
At |
Au |
Av |
Aw |
Ax |
Ay |
Az
 
Asa |
Asb |
Asc |
Asd |
Ase |
Asf |
Asg |
Ash |
Asi |
Asj |
Ask |
Asl |
Asm |
Asn |
Aso |
Asp |
Asq |
Asr |
Ass |
Ast |
Asu |
Asv |
Asw |
Asy |
Asz
Die Liste der Biografien führt alle Personen auf, die in der deutschsprachigen Wikipedia einen Artikel haben. Dieses ist eine Teilliste mit 219 Einträgen von Personen, deren Namen mit den Buchstaben „Asa“ beginnt.

## Asa
- Asa († 873 v. Chr.), König von Juda (913–873 v. Chr.)
- Aṣa (* 1982), französisch-nigerianische Sängerin und SongschreiberinAṣa (* 1982)

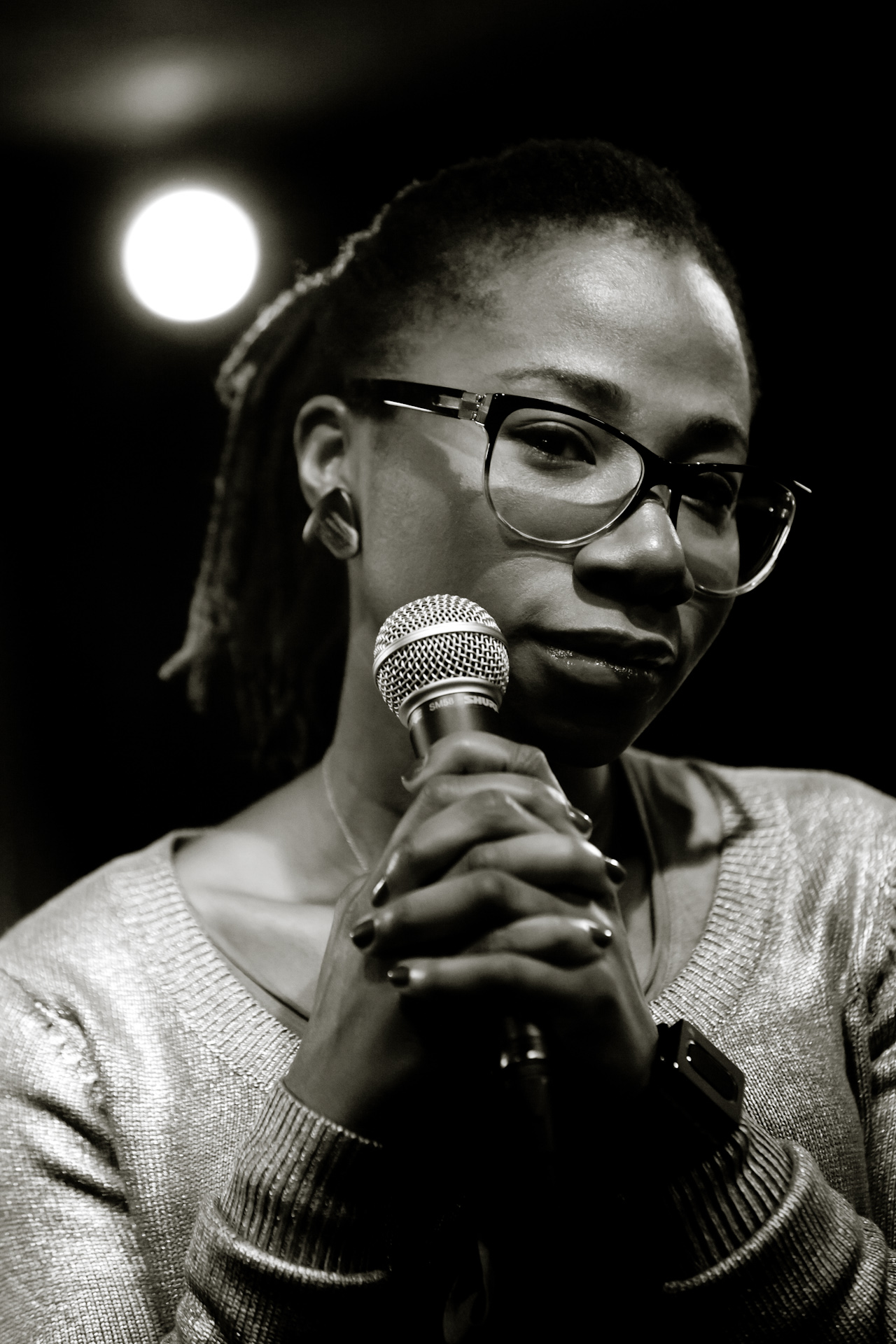
Aṣa (* 1982)

- Ása Ólafsdóttir (* 1970), isländische Richterin und Hochschullehrerin
- Asa, Minas (* 1958), türkischer Fußballspieler

### Asaa
- Asaad, Gabriel (1907–1997), schwedischer Komponist und Musiker
- Asaad, Khaled († 2015), syrischer Archäologe und Terroropfer
- Asaad, Man (* 1993), syrischer Gewichtheber
- Asaad, Riad al- (* 1961), syrischer Ingenieur
- Asaad, Said Saif (* 1979), bulgarisch-katarischer Gewichtheber

### Asab
- Asaba, Eduard Alexejewitsch (1932–1988), sowjetischer Schachkomponist
- Asabuki, Eiji (1849–1918), japanischer Unternehmer
- Asabuki, Mariko (* 1984), japanische Schriftstellerin

### Asac
- Asachi, Elena (1789–1877), moldauisch-rumänische Pianistin, Sängerin und Komponistin österreichischer Herkunft

### Asad
- Asad ibn al-Furāt (759–828), Rechtsgelehrter und Theologe in Ifriqiya
- Asad, Ali (* 1961), britischer Kameramann syrischer Herkunft
- As’Ad, Fauzie (* 1968), indonesischer Maler und Bildhauer
- Asad, Muhammad (1900–1992), islamischer GelehrterMuhammad Asad (1900–1992)

Muhammad Asad (1900–1992)

- Asad, Yamil (* 1994), argentinisch-libanesischer Fußballspieler
- Asada, Akira (* 1957), japanischer Ökonom und Philosoph
- Asada, Benji (1900–1984), japanischer Maler und Holzschnitt-Künstler
- Asada, Daiki (* 1989), japanischer Fußballspieler
- Asada, Gōryū (1734–1799), japanischer Astronom
- Asada, Hiroto (* 2008), japanischer Fußballspieler
- Asada, Hiroyuki (* 1968), japanischer Mangaka
- Asada, Jirō (* 1951), japanischer Schriftsteller
- Asada, Mao (* 1990), japanische Eiskunstläuferin
- Asada, Seigo (* 1980), japanischer Dartspieler
- Asada, Shōgo (* 1998), japanischer Fußballspieler
- Asada, Sōhaku (1815–1894), japanischer Mediziner
- Asadauskaitė-Zadneprovskienė, Laura (* 1984), litauische Pentathletin
- Asadi Tusi († 1072), persischer Dichter und Epiker
- Asadi, Atefe (* 1994), iranische Dichterin, Schriftstellerin, Übersetzerin, Lektorin und Songwriterin
- Asadi, Reza (* 1996), iranischer Fußballspieler
- Asadi, Tarik (* 2000), deutscher DJ und Musikproduzent
- Asadian, Asadur (* 1951), armenisch-deutscher bildender Künstler
- Asadie, Yasmin (* 1985), deutsche Schauspielerin
- Asadjohn (* 1993), deutscher Musikproduzent und DJ
- Əsədli, Etibar (* 1992), aserbaidschanischer Pianist
- Əsədli, Vüqar (* 2001), aserbaidschanischer Schachspieler
- Asadour, Zabel (1863–1934), armenische Dichterin, Autorin, Lehrerin und Philanthropin
- Əsədov, Əli (* 1956), aserbaidschanischer Politiker und WirtschaftswissenschaftlerƏli Əsədov (* 1956)

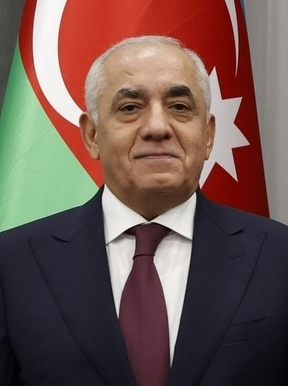
Əli Əsədov (* 1956)

- Əsədov, Məhəmməd (1941–1991), aserbaidschanischer Politiker und Staatsmann
- Asadov, Mirumar (1927–2010), sowjetischer Architekturrestaurator
- Əsədov, Səttar (1910–1974), aserbaidschanischer Zoologe mit dem Fachgebiet der Helminthologie
- Əsədov, Vasif (* 1965), aserbaidschanischer Dreispringer

### Asae
- Asaeda, Ken (* 1983), deutsch-japanischer Fußballspieler

### Asaf
- Asaf, Forstaufseher unter König Artaxerxes I.
- Asaf Jah I. (1671–1748), Gouverneur des Dekkan und Begründer der Dynastie, die den Fürstenstaat Hyderabad (bis 1948) beherrschte
- Asaf Jah II. (1734–1803), über 40 Jahre der Herrscher des Gebiets des indischen Dekkan, das zum Fürstenstaat Hyderabad wurde
- Asaf Jah III. (1768–1829), Verschwendungssüchtiger Nizam des indischen Fürstenstaates Hyderabad (1803–1829)
- Asaf Jah IV. (1794–1857), Nizam des indischen Fürstenstaates Hyderabad
- Asaf Jah V. (1827–1869), fünfter Nizam des indischen Fürstenstaates Hyderabad (1857–1869)
- Asaf Jah VI. (1866–1911), Nizam des indischen Fürstenstaates Hyderabad (1869–1911)
- Asaf Jah VII. (1886–1967), letzter herrschender Nizam des indischen Fürstenstaates Hyderabad (1911–1948), um 1940 reichster Mann der WeltAsaf Jah VII. (1886–1967)

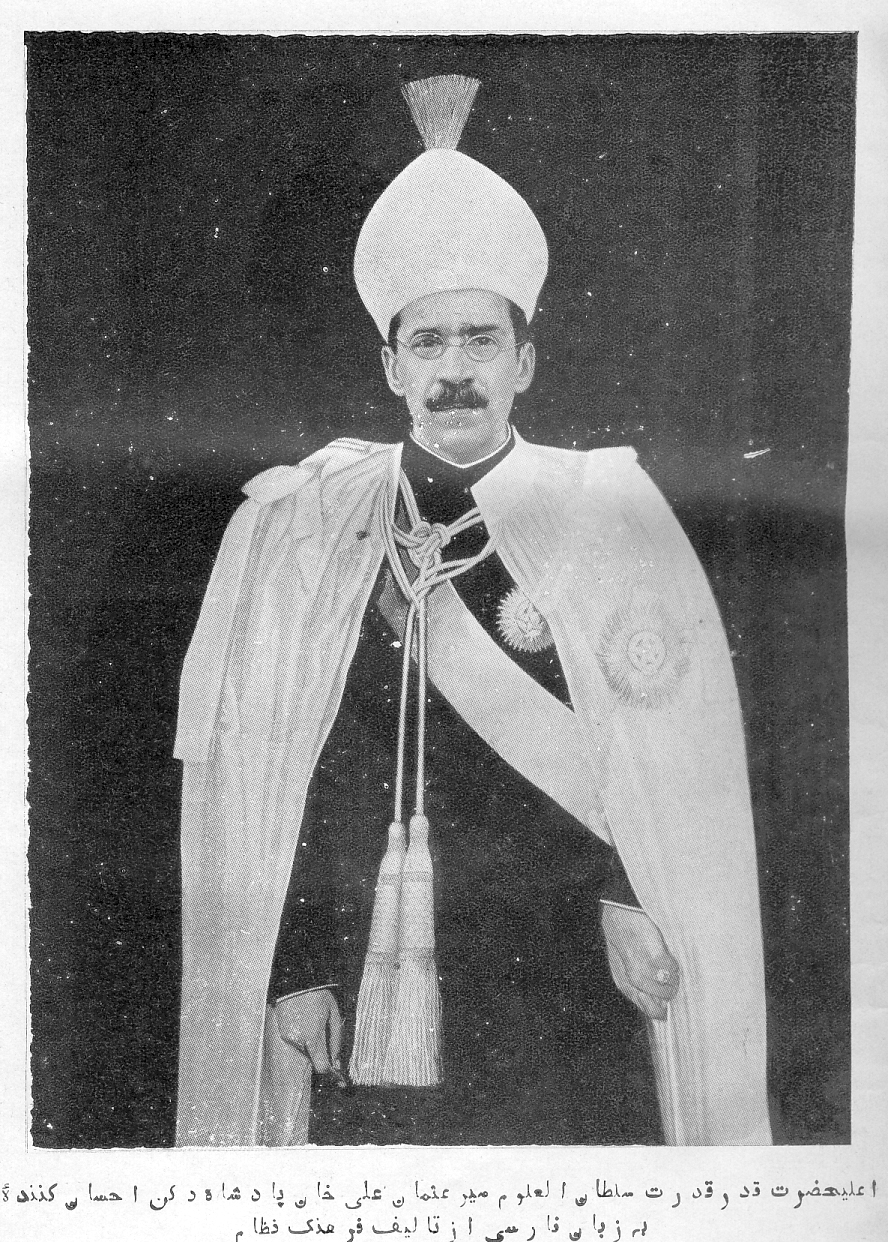
Asaf Jah VII. (1886–1967)

- Asaf Jah VIII. (1933–2023), indischer Thronprätendent der Asafiden-Dynastie des indischen Fürstenstaats Hyderabad und des Kalifats
- Asaf Khan (1569–1641), indischer Politiker
- Asaf, Hale (1905–1938), türkische Malerin
- Asaf-ud-Daula (1748–1797), Gouverneur bzw. Nawab von Avadh (1759–1775)

### Asag
- Asagarow, Georgi (1892–1957), russischer Filmregisseur und Schauspieler
- Asagoe, Shinobu (* 1976), japanische Tennisspielerin

### Asah
- Asahara, Nobuharu (* 1972), japanischer Leichtathlet
- Asahara, Sayuri (* 1985), japanische Badmintonspielerin
- Asahara, Shōkō (1955–2018), japanischer Gründer und ehemaliger Führer der Aum-Sekte
- Asahi, Daisuke (* 1980), japanischer Fußballspieler
- Asahi, Kentarō (* 1975), japanischer Volleyball- und Beachvolleyballspieler und Politiker
- Asahifuji, Seiya (* 1960), japanischer Sumōringer und 63. Yokozuna
- Asahina Yasuhiko (1881–1975), japanischer Lichenologe und Chemiker
- Asahina, Miyoko (* 1969), japanische Langstreckenläuferin
- Asahina, Sarah (* 1996), japanische Judoka
- Asahina, Shin (* 1976), japanischer Fußballspieler
- Asahina, Shōjirō (1913–2010), japanischer Entomologe
- Asahina, Takashi (1908–2001), japanischer Dirigent

### Asai
- Asai, Chū (1856–1907), japanischer Maler
- Asai, Eriko (* 1959), japanische Marathonläuferin
- Asai, Kan’emon (1901–1983), japanischer Maler
- Asai, Katsuaki (* 1942), japanischer Aikidō-Lehrer, tätig in Deutschland
- Asai, Ryōi (1610–1691), japanischer Schriftsteller
- Asai, Tetsuhiko (1935–2006), japanischer Karate-Lehrer
- Asai, Toshimitsu (* 1983), japanischer Fußballspieler
- Asai, Yoshihiro (* 1966), japanischer Wrestler

### Asak
- Asaka, Tampaku (1656–1738), japanischer Gelehrter und Autor
- Asaka, Yasuhiko (1887–1981), japanischer General, Mitglied des japanischen KaiserhausesAsaka Yasuhiko (1887–1981)

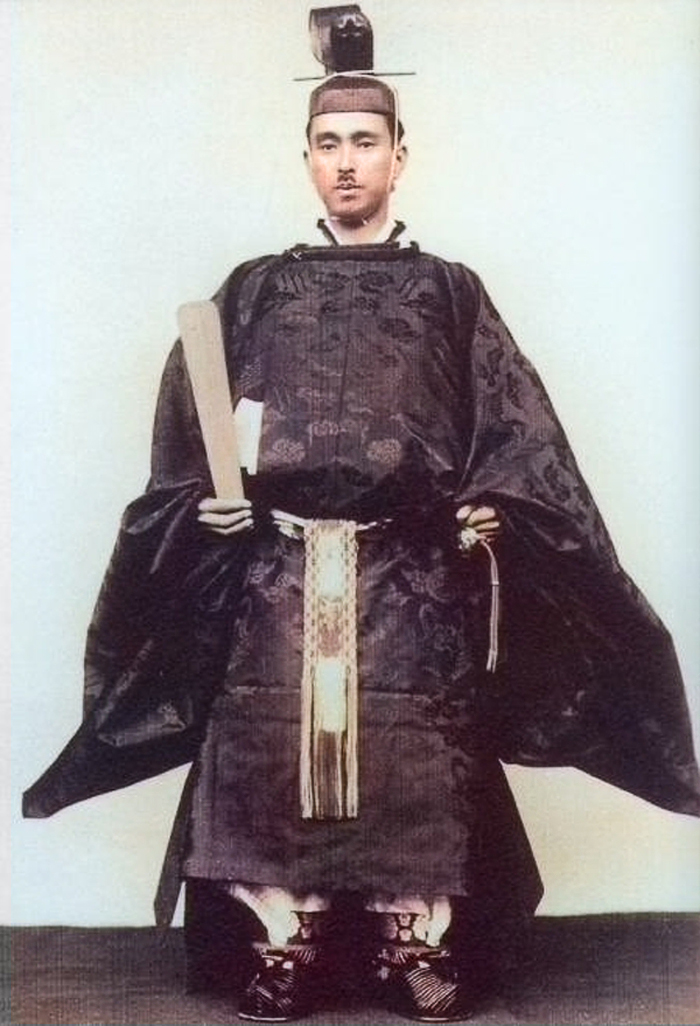
Asaka Yasuhiko (1887–1981)

- Asaka, Yui (* 1969), japanische Sängerin und Schauspielerin
- Asakawa, Chieko (* 1958), japanische Informatikerin
- Asakawa, Hayato (* 1995), japanischer Fußballspieler
- Asakawa, Kan’ichi (1873–1948), japanischer Historiker und er erste japanische Professor an der Yale-Universität
- Asakawa, Maki (1942–2010), japanische Sängerin
- Asake (* 1995), nigerianischer Afrobeat-Musiker
- Asakuma, Yoshirō (1914–2008), japanischer Hochspringer
- Asakura, Fumio (1883–1964), japanischer Bildhauer
- Asakura, Hirokage (* 1984), japanischer Schriftsteller
- Asakura, Isokichi (1913–1998), japanischer Keramiker
- Asakura, Noriaki (* 1973), japanischer Fußballspieler
- Asakura, Ren (* 2001), japanischer Fußballspieler
- Asakura, Tamotsu, japanischer Fußballspieler
- Asakura, Toshio (* 1956), japanischer Ringer
- Asakura, Yoshikage (1533–1573), japanischer Daimyō

### Asal
- Asal, Julius (* 1997), deutscher Pianist
- Asal, Karl (1859–1929), badischer Jurist
- Asal, Karl jun. (1889–1984), deutscher Jurist und Hochschullehrer
- Asal, Mostafa (* 2001), ägyptischer Squashspieler
- Asal, Walther (1891–1987), deutscher Generalstabsarzt und Chirurg
- Asalanka, Charith (* 1997), sri-lankischer Cricketspieler
- A’Salfo (* 1979), ivorischer Sänger
- Asali, Sabri al- (1903–1976), syrischer Ministerpräsident

### Asam
- Asam, Cosmas Damian (1686–1739), deutscher Maler und ArchitektCosmas Damian Asam (1686–1739)

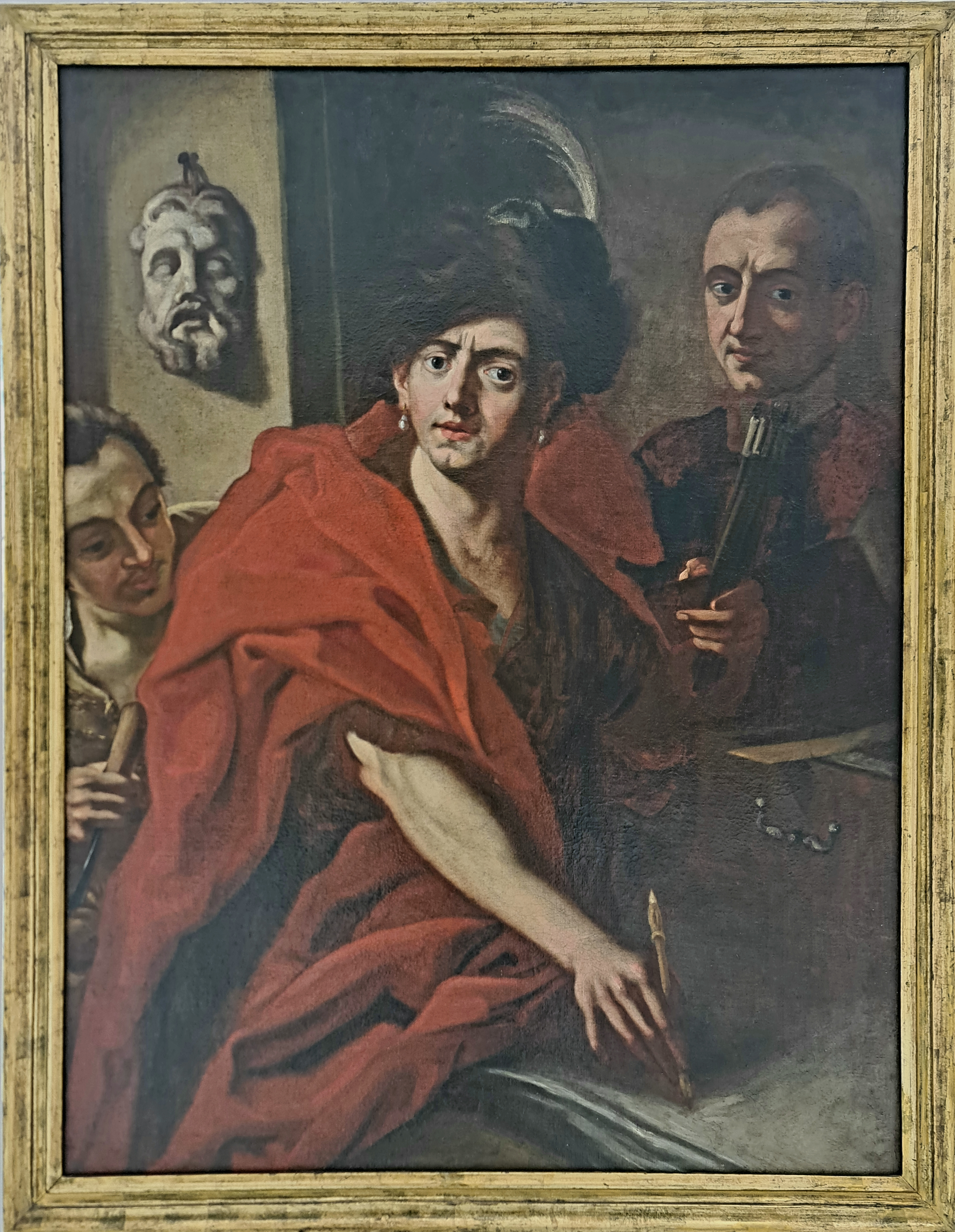
Cosmas Damian Asam (1686–1739)

- Asam, Egid Quirin († 1750), deutscher Stuckateur und Bildhauer
- Asam, Hans Georg (1649–1711), deutscher Kirchenmaler des Barock
- Asam, Max (1936–2015), deutscher Brigadegeneral
- Asam, Walter (1926–2002), deutscher Verwaltungsjurist und Kommunalpolitiker
- Asam, Werner (* 1944), deutscher Volksschauspieler und RegisseurWerner Asam (* 1944)

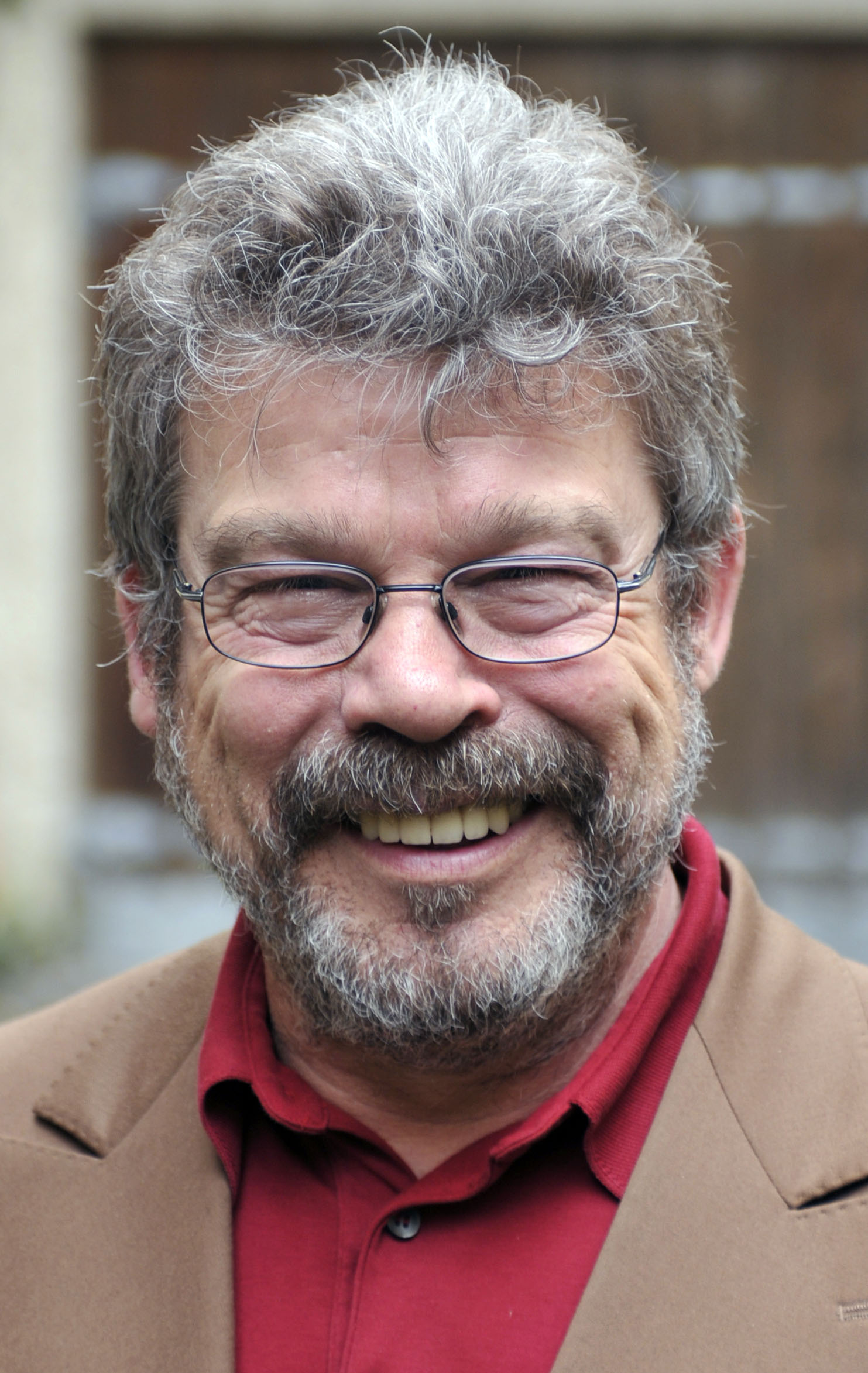
Werner Asam (* 1944)

- Asami, Atsuo (* 1952), japanischer Amateurastronom und Asteroidenentdecker
- Asami, Haruna (* 1988), japanische Judoka
- Asami, Keisai (1652–1712), japanischer Gelehrter
- Asami, Yuma (* 1987), japanische Pornodarstellerin, Schauspielerin und Sängerin
- Asamiya, Kia (* 1963), japanischer Mangaka (Comiczeichner)
- Asamoah, Brian (* 2000), US-amerikanischer American-Football-Spieler
- Asamoah, Gerald (* 1978), deutsch-ghanaischer Fußballspieler, -trainer und -funktionär
- Asamoah, Kwadwo (* 1988), ghanaischer Fußballspieler
- Asamoah, Obed (* 1936), ghanaischer Politiker, Außen- und Justizminister
- Asamoah-Boateng, Stephen, ghanaischer Politiker, Minister für Tourismus und Minderheitenangelegenheiten

### Asan
- Asan, Aşkın (* 1965), türkische Diplomatin, Politikerin und Hochschullehrerin
- Asan, Burak (* 1997), türkischer Fußballspieler
- Aşan, Mustafa (* 1988), türkischer Fußballspieler
- Asan, Nuri (1940–1989), türkischer Fußballspieler
- Asan, Ömer (* 1961), türkischer Volkskundler, Fotograf und Autor
- Asan, Serkan (* 1999), türkisch Fußballspieler
- Asanaj, Dino († 2012), kosovarischer Politiker und Unternehmer
- Asanavičiūtė, Dalia (* 1975), litauische Politikerin, Mitglied des Seimas
- Asanavičiūtė, Loreta (1967–1991), litauische Frau, Opfer der friedlichen Demonstrationen für die Unabhängigkeit Litauen
- Asandros, Feldherr Alexanders des Großen, Satrap von Lydien
- Asandros, Diadoche Alexanders des Großen
- Asandros, König des Bosporanischen Reichs
- Asanga, buddhistischer Philosoph
- Asanger, Florian (* 1878), deutscher Lehrer und Autor
- Asanger, Thomas (* 1988), österreichischer Komponist
- Asani, Jasir (* 1995), albanisch-nordmazedonischer FußballspielerJasir Asani (* 1995)

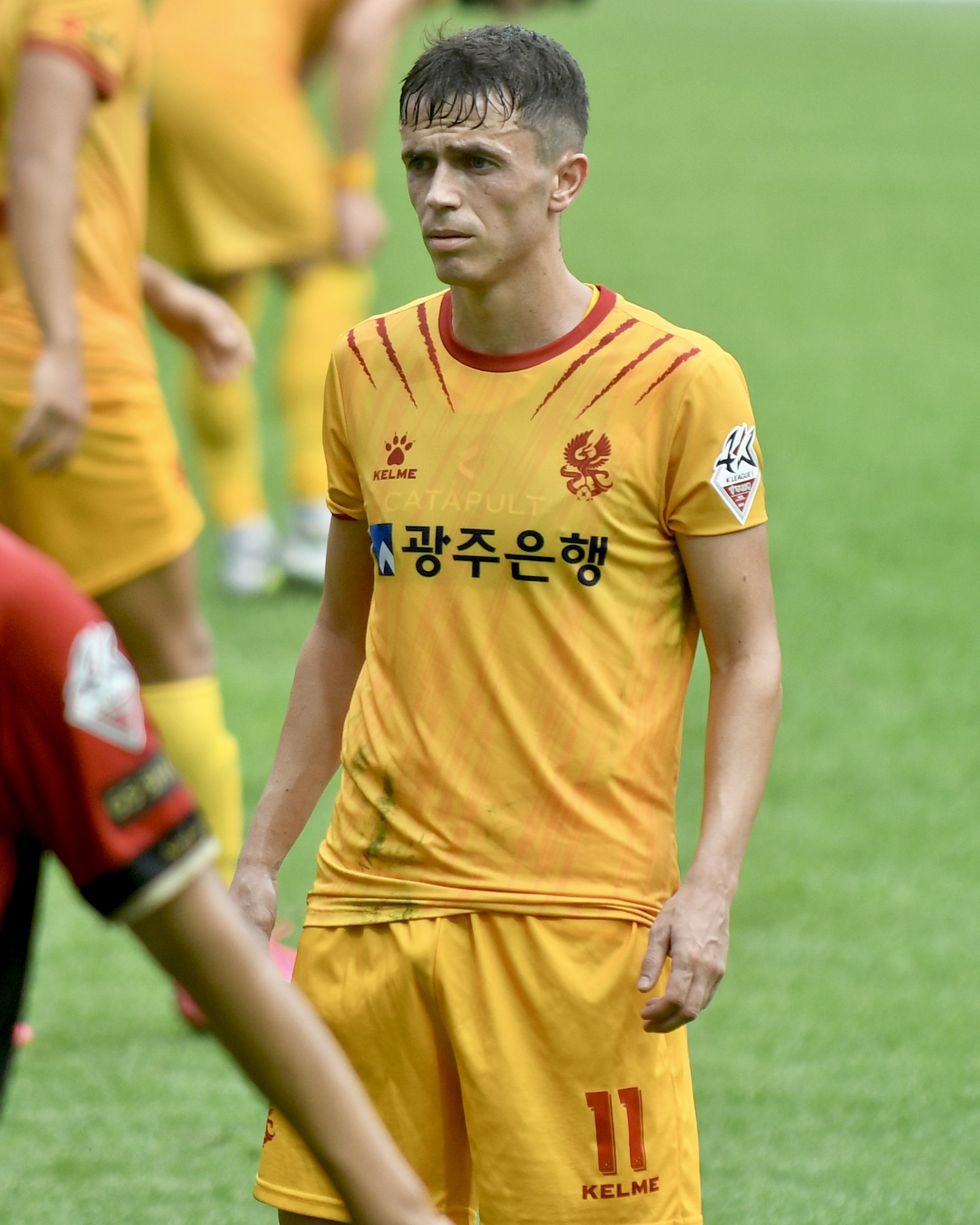
Jasir Asani (* 1995)

- Ašanin, Matej (* 1993), kroatischer Handballspieler
- Ašanin, Slađan (* 1971), kroatischer Fußballspieler
- Asanka, Viraj (* 1987), sri-lankischer Fußballspieler
- Asano, Atsuko (* 1954), japanische Schriftstellerin
- Asano, Inio (* 1980), japanischer Manga-Zeichner
- Asano, Kaoru (* 1973), japanischer Fußballspieler
- Asano, Katsuhito (* 1938), japanischer Politiker
- Asano, Kevin (* 1963), US-amerikanischer Judoka
- Asano, Shuto (* 2001), japanischer Fußballspieler
- Asano, Sōichirō (1848–1930), japanischer Unternehmer und Gründer der Asano-Firmengruppe
- Asano, Tadanobu (* 1973), japanischer FilmschauspielerTadanobu Asano (* 1973)

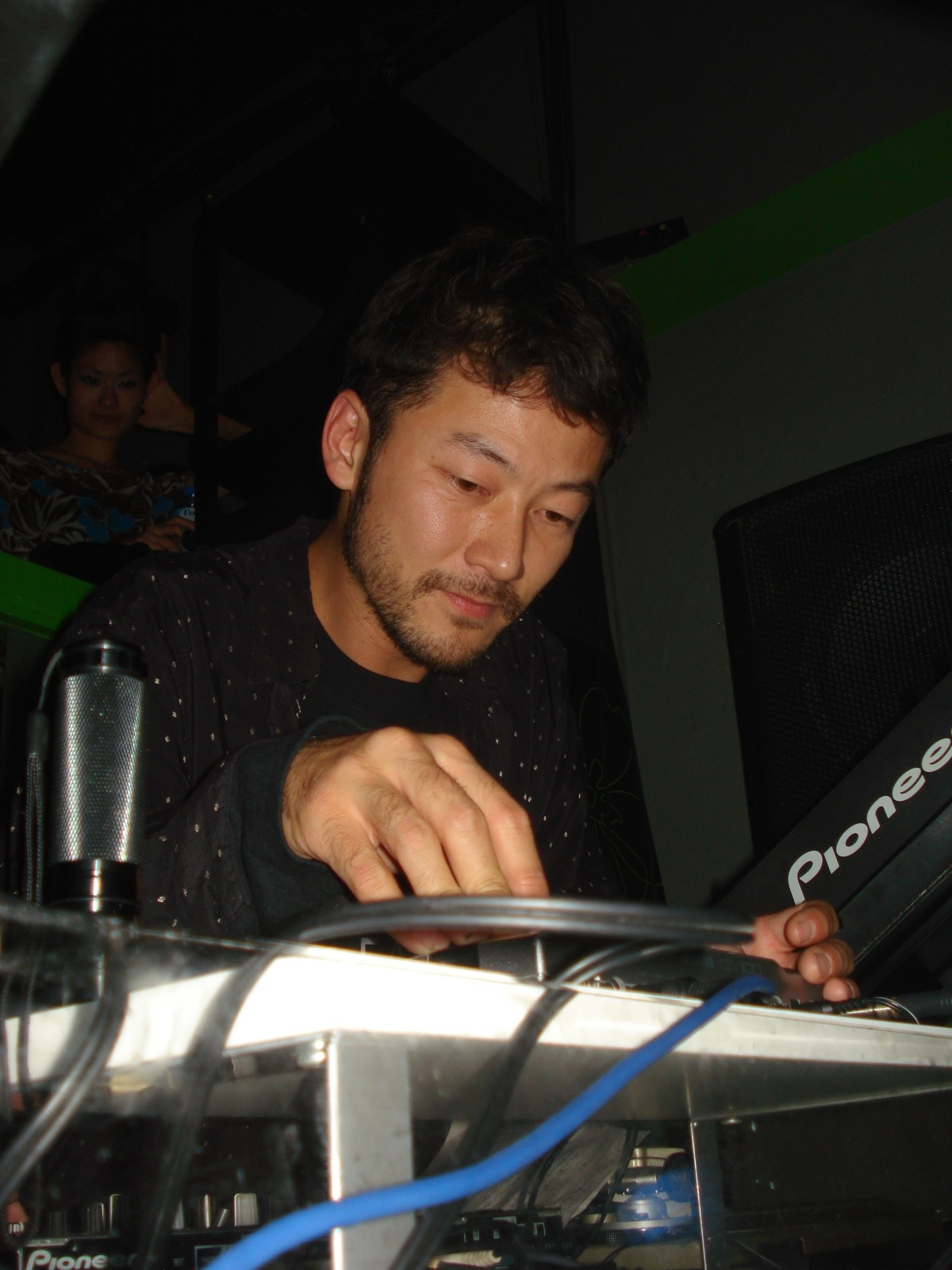
Tadanobu Asano (* 1973)

- Asano, Takuma (* 1994), japanischer Fußballspieler
- Asano, Tetsuya (* 1967), japanischer Fußballspieler und -trainer
- Asano, Yūya (* 1997), japanischer Fußballspieler
- Asanova, Natalya (* 1989), usbekische Mittelstreckenläuferin
- Asanović, Aljoša (* 1965), kroatischer Fußballspieler
- Asanović, Krste, US-amerikanischer Informatiker und Hochschullehrer
- Asanović, Tihomir Pop (* 1948), kroatischer Fusionmusiker (Keyboards, Orgel, Komposition)
- Asanowaka, Takehiko (* 1969), japanischer Sumōringer
- Asante, Amma (* 1969), britische Regisseurin und Schauspielerin
- Asante, Amma (* 1972), niederländische Politikerin
- Asante, Anita (* 1985), englische Fußballspielerin
- Asante, Isaac (* 2002), belgisch-ghanaischer Fußballspieler
- Asante, Molefi Kete (* 1942), US-amerikanischer Autor und Afrozentrist
- Asanuma Inejirō (1898–1960), japanischer sozialistischer Politiker
- Asanuma, Santy (* 1961), palauischer Postmaster
- Asanuma, Suguru (* 1992), japanischer Fußballspieler
- Asanuma, Tatsuya (* 1970), japanischer Fußballspieler

### Asao
- Asao, Keiichirō (* 1964), japanischer Politiker
- Asaoka, Daiki (* 1995), japanischer Fußballspieler
- Asaoka, Okisada (1800–1856), japanischer Maler, Kunsthistoriker
- Asaoka, Ruriko (* 1940), japanische Filmschauspielerin
- Asaoka, Tomoyasu (1962–2021), japanischer Fußballspieler

### Asap
- ASAP Ferg (* 1988), US-amerikanischer Rapper
- ASAP Rocky (* 1988), US-amerikanischer RapperASAP Rocky (* 1988)
- Asaph, oströmischer Architekt

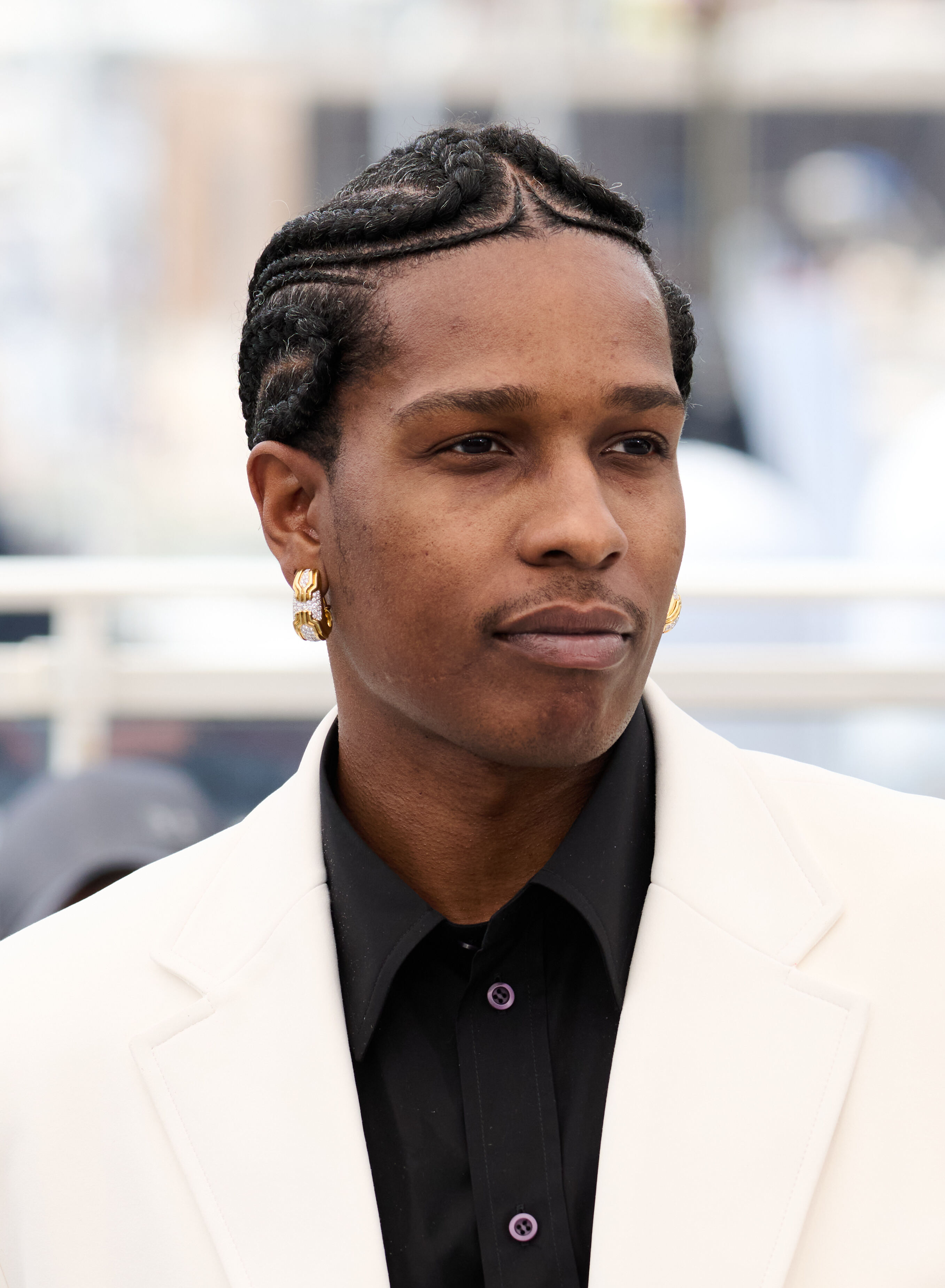
ASAP Rocky (* 1988)

- Asaph († 596), schottischer mittelalterlicher Heiliger

### Asar
- Asar, Ayse (* 1975), deutsche Juristin und Staatssekretärin (Bündnis 90/Die Grünen)
- Asar, Mevlüt (* 1951), türkisch-deutscher Schriftsteller und Dichter
- Asaranka, Wiktoryja (* 1989), belarussische TennisspielerinWiktoryja Asaranka (* 1989)

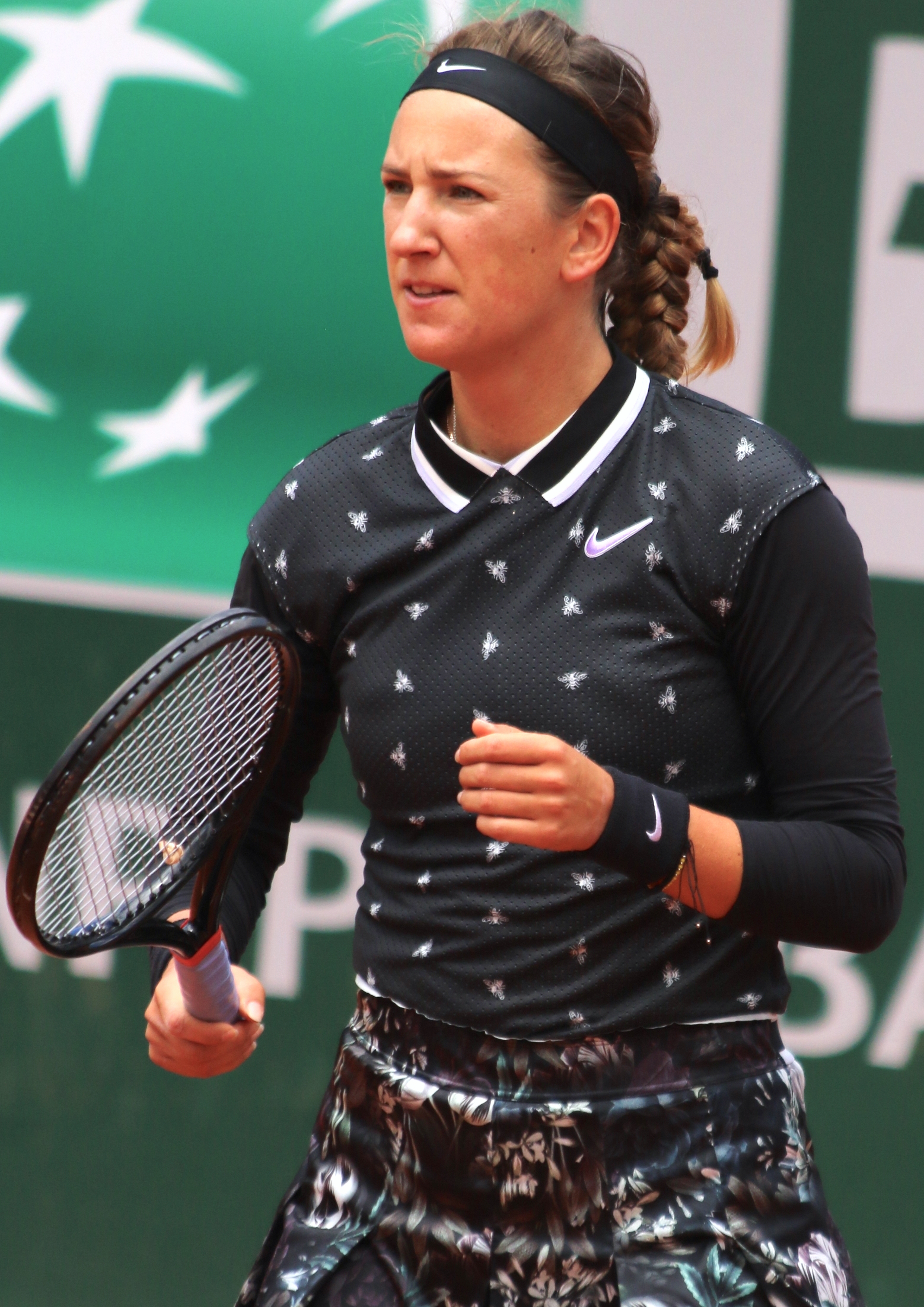
Wiktoryja Asaranka (* 1989)

- Asarau, Sjarhej (* 1983), belarussischer Schachgroßmeister
- Asare, Anthony Narh (* 1965), ghanaischer Geistlicher und römisch-katholischer Weihbischof in Accra
- Asare, Bediako, ghanaischer Schriftsteller und Journalist
- Asare, Isaac (* 1974), ghanaischer Fußballspieler
- Asare, Meshack (* 1945), ghanaischer Kinderbuchautor
- Asare, Nana (* 1986), ghanaischer Fußballspieler
- Asare, Theodore Owusu (* 1903), ghanaischer Diplomat
- Asare-Antwi, John (* 1935), ghanaischer Sprinter
- Asare-Archer, Victoria, britische Drehbuchautorin
- Ašared-apil-ekur († 1074 v. Chr.), assyrischer König
- Asarhaddon († 669 v. Chr.), neuassyrischer KönigAsarhaddon († 669 v. Chr.)

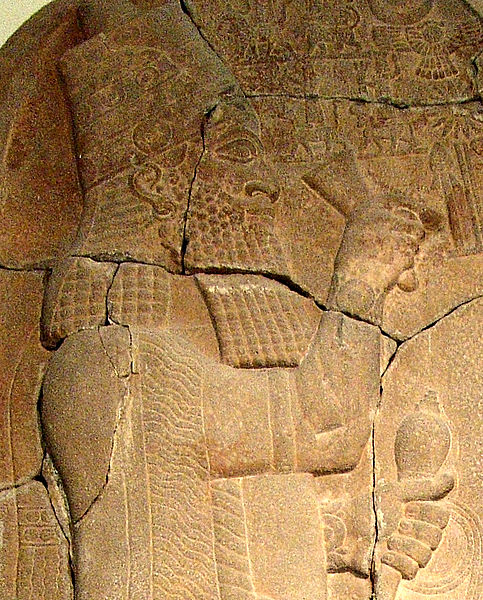
Asarhaddon († 669 v. Chr.)

- Asari, Junko (* 1969), japanische Marathonläuferin
- Asari, Keita (1933–2018), japanischer Schauspieler, Regisseur und Theaterunternehmer
- Asari, Masakatsu (1945–2004), japanischer Skispringer
- Asari, Reza (* 1970), österreichischer Mediziner
- Asari, Satoru (* 1974), japanischer Fußballspieler
- Asari, Yoshiyuki (* 1983), japanischer Biathlet
- Asaria, Zvi (1913–2002), jugoslawisch-israelischer Rabbiner und Autor
- Asarja, König von Juda
- Asarjan, Albert (1929–2023), sowjetischer Kunstturner
- Asarjan, Eduard (* 1958), sowjetischer Kunstturner
- Asaro, Catherine (* 1955), US-amerikanische Science-Fiction- und Fantasy-Autorin
- Asaroğlu, Ezgi (* 1987), türkische Schauspielerin
- Asarow, Mykola (* 1947), ukrainischer Politiker
- Asarowa, Jelena Jurjewna (* 1973), russische Synchronschwimmerin
- Asarowa, Tatjana (* 1985), kasachische Leichtathletin
- Asarsai, Ruti (* 1982), israelische Schauspielerin

### Asas
- Asas, Benita (1873–1968), spanische Lehrerin und Feministin
- Asas, Nitzan (* 2000), israelische Sprinterin
- Asasekiryū Tarō (* 1981), mongolischer Sumōringer
- Asashio, Tarō (1929–1988), japanischer Sumōringer und 46. Yokozuna
- Asashōryū, Akinori (* 1980), mongolischer Sumōkämpfer und Nr. 68 auf der Liste der YokozunaAsashōryū Akinori (* 1980)

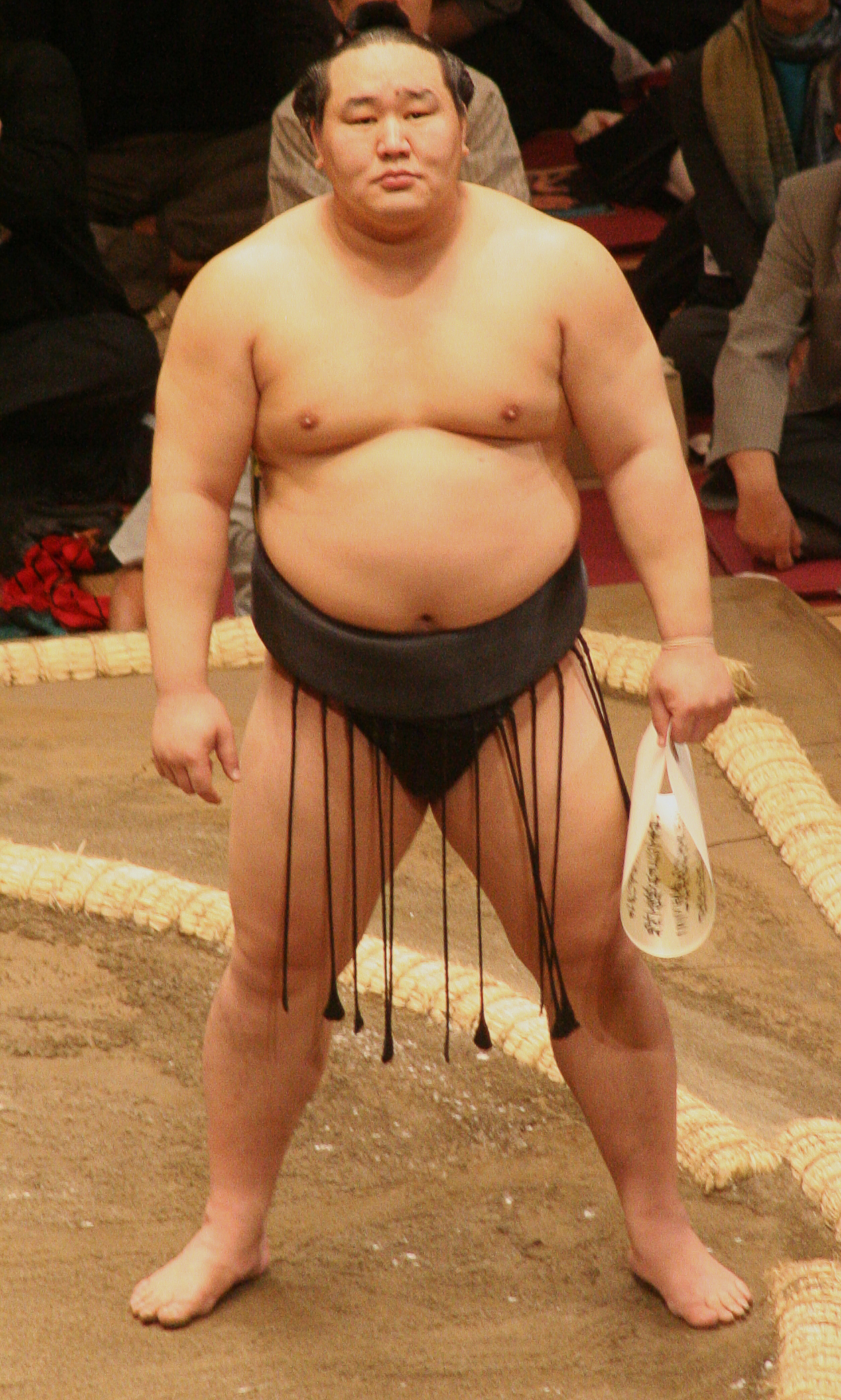
Asashōryū Akinori (* 1980)

### Asat
- Asatekin, Samet (* 1992), türkischer Fußballspieler
- Asati, Charles (* 1946), kenianischer Sprinter und Olympiasieger
- Asatiani, Akaki (* 1953), georgischer Politiker
- Asato, Ankō (1827–1906), japanischer Karateka
- Asatrian, Karen (* 1972), armenischer Fusion- und Jazzmusiker (Piano, Komposition)
- Asatryan, Aram (1953–2006), armenischer Popsänger und Songwriter

### Asaw
- Asawa, Brian (1966–2016), US-amerikanischer Opernsänger (Countertenor)
- Asawa, Ruth (1926–2013), US-amerikanische Bildhauerin

### Asaz
- Asazaka, Taketsugu (* 1930), japanischer Eisschnellläufer
- Asazaki, Ikue (* 1935), japanische Sängerin traditioneller Volksmusik